# Eduarda Kraisch
Eduarda Kraisch est une joueuse brésilienne de volley-ball née le 7 mai 1993 à Luis Alves. Elle mesure 1,85 m et joue au poste d'attaquante. 

## Clubs
| Club         | De        | À         |
| ------------ | --------- | --------- |
| Brusque      | 2007-2008 | 2007-2008 |
| Nova Trento  | 2008-2009 | 2008-2009 |
| EC Pinheiros | 2009-2010 | 2011-2012 |
| São Bernardo | 2012-2013 | 2012-2013 |
| GR Barueri   | 2013-2014 | 2013-2014 |
| Rio do Sul   | 2014-2015 | …         |

## Palmarès
- Championnat du monde des moins de 18 ans
  - Vainqueur : 2009.